# 김철수 (1954년)
김철수(金哲洙, 1954년 2월 17일 ~ 2007년 3월 2일)는 대한민국의 기업인이다.
경상남도 거창 출신으로 경북고등학교 및 숭실대학교를 졸업하였고, 1982년부터 2000년까지 한국IBM 제조장치산업본부 이사로 근무하며 삼성, LG 등 대기업 영업을 총괄하였다. 2001년에 브로드비젼 코리아 초대지사장을 역임하고 2002년에 |안철수연구소 사업본부장 및 부사장으로 영입되었으며, 2005년 3월, 경영일선에서 물러나 유학을 떠난 안철수의 뒤를 이어서 안철수연구소 대표이사로 취임하였다.
2006년 10월 23일에는 건강상의 이유로 대표이사직을 사임하고 안철수연구소의 자문역을 맡다가 2007년 3월 2일에 임파선암으로 사망하였다.